# Sarsamphiascus paracaudaespinosus
Sarsamphiascus paracaudaespinosus is een eenoogkreeftjessoort uit de familie van de Miraciidae. De wetenschappelijke naam van de soort is voor het eerst geldig gepubliceerd in 1958 door Roe.